# 176 av. J.-C.
Cette page concerne l'année 176 av. J.-C. du calendrier julien proleptique.

## Événements
- 4 décembre 177 av. J.-C. (15 mars 578 du calendrier romain)   : début à Rome du consulat de Cnaeus Cornelius Scipio Hispallus et Quintus Petillius Spurinus. Caius Valerius Laevinus est subrogé à Cornelius Scipio après sa mort le 23 janvier (5 mai romain)[1]. 
  - Tiberius Sempronius Gracchus soumet la Sardaigne révoltée. Quatre-vingt mille Sardes sont vendus comme esclaves à Rome, saturant le marché[2].
- 8 avril-14 octobre : Cléopâtre II, sœur de Ptolémée VI, est associée au trône d’Égypte[3].

- Victoire des Xiongnu sur les Yuezhi dans la région de Dunhuang. Les Yuezhi sont repoussés à l’ouest entre 176/174 et 161 av. J.-C.[4].
- Début du règne de Phraatès Ier, roi des Parthes (fin en 171 av. J.-C.) Il poursuit la politique de son père Priape et marche en direction de l’ouest[5].
- Le futur Démétrios Ier Sôter est envoyé comme otage à Rome en échange de son oncle Antiochos, qui réside quelque temps à Athènes avant de régner[6].

## Décès en 176 av. J.-C.
- Cléopâtre Ire, régente d'Égypte.
- Phriapetius, roi des Parthes.